# InnerWish
Gli InnerWish sono un gruppo musicale power metal greco formatosi ad Atene nel 1995.

## Formazione

### Formazione attuale
- George Georgiou - tastiera
- Manolis Tsigos - chitarra (1995-)
- Thimios Krikos - chitarra (1995-)
- Antonis Mazarakis - basso elettrico (1999-)
- Fragiskos Samoilis - percussioni (2010-)
- George Eikosipentakis - voce (2013-)

### Ex componenti
- Alexis Levenderis - basso elettrico (? -1999)
- Fotis Benardo - percussioni
- Pavlos Balatsoukas - percussioni (? -1999)
- Dimitris Papalexis - tastiera
- Panagiotis Myolonas - tastiera, cori (1999-?)
- Yiannis Papanikolaou - voce (1995-1999)
- Babis Alexandropoulos - voce (2001-2011)[3]
- Terry Moros - percussioni (2010)

## Discografia

### Album in studio
- 1998 – Waiting for the Dawn
- 2004 - Silent Faces
- 2006 - Inner Strength
- 2010 - No Turning Back
- 2016 - InnerWish[4]

### EP
- 2000 - Realms of the Night (con i Reflection)